# Онал, Гюльдениз
Гюльдениз Онал Пашаоглу (тур. Güldeniz Önal Paşaoğlu; род. 25 марта 1986, Измир) — турецкая волейболистка, доигровщик турецкого клуба «Эджзаджибаши» и сборной Турции.

## Карьера
Гюльдениз Онал училась в Университете Гази в Анкаре. Карьеру волейболистки Гюльдениз Онал начинала в клубе «Иллер Банкасы» из Анкары, за который она дебютировала в турецкой Первой лиге в сезоне 2003/04 и за который играла следующие пять лет. В 2005 году Онал также впервые была приглашена в национальную сборную. В сезоне 2008/09 она перешла в клуб «Тюрк Телеком» из Анкары, но в 2009 году он прекратил своё существование.
Гюльдениз Онал же перешла в стамбульский «Вакыфбанк Гюнеш», позже переименованный в просто «Вакыфбанк». За этот клуб она отыграла шесть сезонов, став в его составе двукратным чемпионом Турции, также по два раза побеждая в Кубке и Суперкубке Турции, победив в Лиге чемпионов 2010/11 и 2012/13 и чемпионате мира среди клубов 2013. В этот же период Онал с национальной сборной завоевала бронзовые медали на чемпионате Европы 2011 и Мировом Гран-при 2012, серебряную медаль на XVII Средиземноморских играх и золото на I Европейских играх.
В сезоне 2015/16 Гюльдениз Онал перешла в стамбульский «Галатасарай», где она оставалась в течение двух лет. В сезоне 2017/18 она подписала контракт с другим стамбульским клубом «Эджзаджибаши». Онал с национальной сборной завоевала бронзовую медаль на чемпионате Европы 2017.

## Достижения

### Клубные
- Чемпионат Турции: 2012/13, 2013/14

- Кубок Турции: 2012/13, 2013/14

- Суперкубок Турции: 2013, 2014

- Чемпионат мира среди клубов: 2013

- Лига Чемпионов ЕКВ: 2010/11, 2012/13

### В сборной
- Евролига 2011
- Средиземноморские игры 2013
- Montreux Volley Masters 2015
- Европейские игры 2015
- Montreux Volley Masters 2016